# Donato da Cascia
Donato da Cascia, Donato da Firenze, Donato da Florentia – włoski kompozytor działający w 2. połowie XIV wieku.

## Życiorys
Brak dokładnych informacji o jego życiu. Na podstawie dostępnych danych źródłowych można przypuszczać, że był mnichem benedyktyńskim w klasztorze w Cascia niedaleko Florencji.
Z jego twórczości zachowało się 14 madrygałów 2-głosowych i jeden madrygał kanoniczny 3-głosowy o cechach cacci, jedna ballata 2-głosowa i jeden virelai 2-głosowy. Dorobek Donata został przekazany w Kodeksie Squarcialupi, gdzie umieszczony został także jego portret. Należał do drugiego pokolenia kompozytorów włoskiej ars nova, działającego w przedziale czasowym 1355–1375. Cechy stylistyczne jego twórczości wskazują, że był starszy od Francesca Landina. Tworzył w zachowawczym stylu, nawiązującym do dorobku Jacopa da Bologna. W ballacie Senti tu d’amor figuracje i fragmenty melizmatyczne, stosowane szczególnie w kadencjach, przeplatał z częściami recytacyjnymi.